# Svarttjärnen (Arjeplogs socken, Lappland)
Svarttjärnen är en sjö i Arjeplogs kommun i Lappland och ingår i Skellefteälvens huvudavrinningsområde.